# Robert L. Paquette
Robert Louis Paquette (n. 1951) es un historiador estadounidense y ex profesor de historia estadounidense en el Hamilton College, y cofundador del Instituto Alexander Hamilton para el estudio de la civilización occidental. Es particularmente conocido por su trabajo sobre la historia de la esclavitud en Cuba.

## Biografía
Paquette obtuvo su licenciatura cum laude en 1973 por la Universidad Estatal de Bowling Green, y su doctorado con honores en 1982 de la Universidad de Rochester. Su consejero fue Eugene Genovese, el eminente historiador de la esclavitud y la sociedad sureña anterior a la Guerra Civil.
En 1994 fue nombrado Profesor Publius Virgilius Rogers de Historia Estadounidense en el Hamilton College. Durante su carrera, ha sido un crítico abierto de la política liberal en el campus de Hamilton. En 2002, Paquette protestó cuando un grupo de estudiantes invitó a Annie Sprinkle, una actriz y ex estrella del porno, a hablar en el campus. Más tarde, Paquette dirigió un intento de crear un centro dotado para exalumnos en el campus dedicado al «estudio del capitalismo, la ley natural y el papel de la religión en la política», pero la iniciativa fue finalmente rechazada por la facultad y la administración. En respuesta, Paquette cofundó el Instituto Alexander Hamilton para el Estudio de la Civilización Occidental, ubicado fuera del campus en la cercana villa de Clinton. En respuesta al manejo de la Facultad del tema del Instituto y otros asuntos, Paquette renunció formalmente a su cátedra investida (aunque no a su puesto de docente) en 2011. Paquette finalmente salió de Hamilton College en 2018.
En 2005, Paquette recibió el premio Mary Young por logros distinguidos de la Universidad de Rochester.

## Obra
Una selección de sus publicaciones:
- Paquette, Robert L., Sugar is made with blood: the conspiracy of La Escalera and the conflict between empires over slavery in Cuba. Middletown, CT: Wesleyan University Press, 1988.
- Paquette, Robert L., and Stanley L. Engerman, eds. The Lesser Antilles in the age of European expansion. University Press of Florida, 1996.
- Engerman, Stanley L., Seymour Drescher, y Robert L. Paquette, eds. Slavery.'’ Oxford University Press, 2001.

Una selección de sus artículos:
- Paquette, Robert L. "Actualización de la historia social: resistencia de los esclavos e historia social". Revista de Historia Social (1991): 681–685.
- Paquette, Robert L. "Revolucionario Saint Domingue en la creación de la Luisiana territorial". Una época turbulenta: La Revolución Francesa y el Gran Caribe (1997): 204–25.